# René Tórgarð
René Tórgarð (* 3. August 1979) ist ein ehemaliger färöischer Fußballtorwart und Nationalspieler.

## Verein
Tórgarð kam 1995 für die zweite Mannschaft von B36 Tórshavn erstmals 1995 im Auswärtsspiel gegen B71 Sandur II zum Einsatz, als er in der 88. Minute für Kaj Niclasen eingewechselt wurde. Das Spiel in der dritten Liga ging mit 1:3 verloren. 1996 absolvierte er das komplette Spiel gegen Skála ÍF im Hinspiel um den Aufstieg in die zweite Liga, welches 2:2 endete. Im Rückspiel, das B36 II mit 1:0 gewinnen konnte, saß er jedoch nur auf der Bank. Im Jahr darauf folgten zwei Ligaeinsätze in der 2. Deild für das zweite Team. Erst im Jahre 2000 folgten weitere Einsätze in der zweiten Liga. 2001 wurde er erstmals auch für das erste Team eingesetzt. So bestritt er zwei Gruppenspiele im Pokal sowie beim 2:0-Erfolg bei B68 Toftir auch ein Spiel in der ersten Liga und kann sich somit auch zur damaligen Pokalsieger- und Meistermannschaft zählen, der auch Egil á Bø, Jákup á Borg, Jens Kristian Hansen, Heðin á Lakjuni, John Petersen und Pól Thorsteinsson angehörten. Zu Beginn der Saison 2002 wurde er erneut im Pokal eingesetzt, bestritt die nächsten Spiele für die zweite Mannschaft und stieg dann zum Stammtorwart für die erste Mannschaft auf, wobei er Tróndur Vatnhamar als solchen ablöste. Diese Position verlor er an ihn in der nächsten Saison jedoch wieder.
2005 wechselte Tórgarð zu AB Argir. Dort bestritt er die Erstrundenpartie im Pokal sowie die ersten fünf Spiele in der zweiten Liga. Daraufhin verpflichtete ihn der Erstligist EB/Streymur, für die er die restlichen Saisonspiele absolvierte und somit den verletzten Gunnar á Steig ersetzte, im Jahr darauf wurde er zum Torwart des Jahres gewählt. 2007 konnte er durch einen 4:3-Sieg gegen HB Tórshavn seinen ersten Pokalsieg mit EB/Streymur feiern, diesen Erfolg wiederholte er im Jahr darauf mit einem 3:2-Sieg gegen B36 Tórshavn, ebenso konnte in diesem Jahr das Double mit der Meisterschaft gefeiert werden. Der damaligen Mannschaft gehörten unter anderem Egil á Bø, Arnbjørn Theodor Hansen und Mikkjal Thomassen an. 2009 fiel Tórgarð aufgrund einer Knieverletzung für mehr als die Hälfte der Saison aus, Gunnar á Steig vertrat ihn hierbei im Tor. Zum Ende der Saison kehrte Tórgarð wieder auf seine angestammte Position zurück. 2010 gelang mit einem 1:0-Sieg im Finale gegen ÍF Fuglafjørður der dritte Pokaltriumph in vier Jahren. Im Jahr darauf wurde der färöische Meister HB Tórshavn im Spiel um den Supercup mit 2:0 besiegt. Das Pokalfinale konnte EB/Streymur 2011 in der Neuauflage des Vorjahresfinales mit 3:0 gegen ÍF Fuglafjørður erneut für sich entscheiden. Zum Ende des Jahres wurde Tórgarð zum zweiten Mal zum Torhüter des Jahres gewählt. 2012 konnte auch der Erfolg im Supercup durch ein 2:1 gegen Vorjahresmeister B36 Tórshavn wiederholt werden, zudem konnte Tórgarð seine dritte Meisterschaft an der Seite von Egil á Bø, Jónhard Frederiksberg und Arnbjørn Theodor Hansen feiern. Das Pokalfinale 2013 wurde hingegen mit 0:2 gegen Víkingur Gøta verloren. In der Saison 2015 lief er nur noch einmal für die zweite Mannschaft in der 2. Deild auf, für die erste Mannschaft absolvierte er 2016 seine letzten beiden Spiele in der 1. Deild.

### Europapokal
15 Spiele stehen für Tórgarð im Europapokal zu Buche. Sein erstes Spiel absolvierte er 2002/03 für B36 Tórshavn in der ersten Qualifikationsrunde zur Champions League gegen Torpedo Kutaissi. Nach einer 2:5-Hinspielniederlage wurde auch das Rückspiel mit 0:1 verloren, was das Ausscheiden bedeutete. Bei der 1:3-Rückspielniederlage in der 2. Qualifikationsrunde zur Champions League 2013/14 gegen Dinamo Tiflis absolvierte er sein letztes Europapokalspiel, nach dem 1:6 im Hinspiel bedeutete dies das Ausscheiden aus dem Wettbewerb.

## Nationalmannschaft
Für die Nationalmannschaft spielte Tórgarð drei Mal. Am 20. August 2008 gab er im Freundschaftsspiel in Aveiro gegen Portugal gemeinsam mit Egil á Bø, Leif Niclasen, Bogi Løkin und Andreas Lava Olsen sein Debüt, als er zur Halbzeit beim Stand von 0:1 für Jákup Mikkelsen eingewechselt wurde. Das Spiel ging mit 0:5 verloren. Erst im September 2011 kam er aufgrund der Ausfälle von Gunnar Nielsen und Jákup Mikkelsen zu seinen nächsten Spielen. Der letzte Einsatz datiert vom 6. September 2012. Das EM-Qualifikationsspiel gegen Serbien wurde mit 1:3 in Belgrad verloren.

## Erfolge
- 3× Färöischer Meister: 2001, 2008, 2012
- 5× Färöischer Pokalsieger: 2001, 2007, 2008, 2010, 2011
- 2× Färöischer Supercup-Sieger: 2011, 2012
- 2× Torhüter des Jahres: 2006[1], 2011[4]